# میخایلوفکا (شهرستان داولکانوفسکی، باشقیرستان)
میخایلوفکا (انگلیسی: Mikhaylovka, Davlekanovsky District, Republic of Bashkortostan) یک شهرک در شهرستان داولکانوفسکی در استان باشقیرستان کشور روسیه است.